# Alvorada do Sul
Pour les articles homonymes, voir Alvorada (homonymie).
Alvorada do Sul est une municipalité brésilienne située dans l'État du Paraná.